# Kanton Montgiscard
Kanton Montgiscard (francouzsky Canton de Montgiscard) je francouzský kanton v departementu Haute-Garonne v regionu Midi-Pyrénées. Tvoří ho 20 obcí.

## Obce kantonu
- Ayguesvives
- Baziège
- Belberaud
- Belbèze-de-Lauragais
- Corronsac
- Deyme
- Donneville
- Escalquens
- Espanès
- Fourquevaux
- Issus
- Labastide-Beauvoir
- Montbrun-Lauragais
- Montgiscard
- Montlaur
- Noueilles
- Odars
- Pompertuzat
- Pouze
- Varennes